# 六分儀座6
六分儀座6，又名BD-03 2794，HD 85364、SAO 137183、HR 3899，是六分儀座的一颗恒星，视星等为6.01，位于銀經241.68，銀緯36.39，其B1900.0坐标为赤經9h 46m 11.6s，赤緯-3° 36.39′ 29″。